# Контія довгохвоста
Контія довгохвоста (Contia longicaudae) — неотруйна змій роду контія родини вужеві. Інша назва «лісова контія».

## Етимологія
Походить від латинських слів longus, тобто «довгий», та cauda, тобто хвіст.

## Опис
Загальна довжина коливається від 40 до 45 см. Спостерігається статевий диморфізм — самиці більші за самців. Голова невелика. Тулуб тонкий, стрункий. Має дуже довгий хвіст. Звідси й назва цієї змії. Також присутня більша кількість хвостових щитків зверху — 43 - 58. Забарвлення коричневе, червонувате, іноді рожеве. Уздовж тулуба тягнеться чорна смуга, проте вона не досягає хвоста.

## Спосіб життя
Полюбляє лісову місцину. Часто ховається під колодами, у лісовій підстилці. Активна вночі або у сутінках. Харчуються дрібними безхребетними.
Це яйцекладна змія. Самиця відкладає до 18 - 20 яєць.

## Розповсюдження
Мешкає на півночі штатів Каліфорнія та Орегон (США).